# Genoa Cricket and Football Club 1966-1967
Questa voce raccoglie le informazioni riguardanti il Genoa Cricket and Football Club nelle competizioni ufficiali della stagione 1966-1967.

## Stagione
Nella stagione 1966-1967 il Genoa disputa il campionato di Serie B, un torneo cadetto che prevede due promozioni e tre retrocessioni, con 36 punti in classifica si piazza in dodicesima posizione, salgono in Serie A la Sampdoria che vince il torneo con 54 punti ed il Varese che con 51 punti si piazza al secondo posto, scendono in Serie C il Savona, l'Arezzo, l'Alessandria e la Salernitana.
Il 5 settembre 1966 è decisa la liquidazione della vecchia società, trasformata in società per azioni che dal 18 luglio 1967 il club cambierà nome da Genoa Cricket and Football Club in Genoa 1893. La squadra viene affidata all'Allenatore ed ex portiere Giorgio Ghezzi. Il miglior marcatore stagionale con nove marcature è l'argentino Marcos Locatelli, fa molto bene anche l'interno Giusto Lodi arrivato dal Potenza che mette a segno anche sei reti. In Coppa Italia il grifone viene eliminato al Primo turno dalla Sampdoria (1-0) nel primo derby stagionale.

## Divise
La maglia per le partite casalinghe presentava i colori rossoblù.

## Organigramma societario
Area direttiva
- Presidente: Ugo Maria Failla

Area tecnica
- Allenatore: Giorgio Ghezzi, Paolo Tabanelli[2]

## Rosa
| N. |                   | Ruolo | Calciatore           |
| -- | ----------------- | ----- | -------------------- |
|    | Italia (bandiera) | P     | Leonardo Grosso      |
|    | Italia (bandiera) | P     | Ugo Rosin            |
|    | Italia (bandiera) | P     | Emmerich Tarabocchia |
|    | Italia (bandiera) | D     | Carlo Campora        |
|    | Italia (bandiera) | D     | Renato Caocci        |
|    | Italia (bandiera) | D     | Angelo Panara        |
|    | Italia (bandiera) | D     | Franco Rivara        |
|    | Italia (bandiera) | D     | Elio Vanara          |
|    | Italia (bandiera) | C     | Giampiero Bassi      |
|    | Italia (bandiera) | C     | Eugenio Brambilla    |
|    | Italia (bandiera) | C     | Antonio Colombo      |

| N. |                      | Ruolo | Calciatore        |
| -- | -------------------- | ----- | ----------------- |
|    | Italia (bandiera)    | C     | Alberto Corucci   |
|    | Italia (bandiera)    | C     | Roberto Derlin    |
|    | Argentina (bandiera) | C     | Marcos Locatelli  |
|    | Italia (bandiera)    | C     | Giusto Lodi       |
|    | Italia (bandiera)    | C     | Franco Massucco   |
|    | Italia (bandiera)    | C     | Adriano Nocentini |
|    | Italia (bandiera)    | A     | Renzo Cappellaro  |
|    | Italia (bandiera)    | A     | Francesco Gallina |
|    | Italia (bandiera)    | A     | Carlo Petrini     |
|    | Italia (bandiera)    | A     | Bruno Petroni     |
|    | Italia (bandiera)    | A     | Giuliano Taccola  |

## Risultati

### Serie B

#### Girone di andata
| Arbitro: | Canova (Bologna) |

|             |           |  |
| Taccola 10’ | Marcatori |  |

| Arbitro: | Varazzani (Parma) |

|          |           |  |
| Cella 1’ | Marcatori |  |

| Arbitro: | Orlando (Bergamo) |

|                               |           |  |
| Rosati 28’ (aut.) Petrini 47’ | Marcatori |  |

| Arbitro: | Motta (Monza) |

|                |           |  |
| Di Stefano 22’ | Marcatori |  |

| Arbitro: | Vacchini (Milano) |

|              |           |                             |
| Lodi 3’, 43’ | Marcatori | 53’ Caposciutti 60’ Gonella |

| Genova 16 ottobre 1966 6ª giornata | Sampdoria             | 0 – 0 | Genoa | Stadio Luigi Ferraris\| Arbitro: \| De Marchi (Pordenone) \| |
| Arbitro:                           | De Marchi (Pordenone) |       |       |                                                              |

| Arbitro: | Toselli (Cormons) |

|             |           |              |
| Gallina 81’ | Marcatori | 15’ Ferrario |

| Arbitro: | Vitullo (Roma) |

|                               |           |  |
| Vanara 52’ (aut.) Piaceri 79’ | Marcatori |  |

| Arbitro: | Varazzani (Parma) |

|              |           |          |
| Tribuzio 79’ | Marcatori | 26’ Lodi |

| Arbitro: | Gussoni (Tradate) |

|               |           |            |
| Locatelli 77’ | Marcatori | 2’ Bonatti |

| Arbitro: | Pieroni (Roma) |

|               |           |  |
| Gilardoni 57’ | Marcatori |  |

| Arbitro: | Torelli (Milano) |

|                                                |           |            |
| Brambilla 31’ Taccola 44’ Locatelli 83’ (rig.) | Marcatori | 64’ Oldani |

| Arbitro: | Marchiori (Padova) |

|               |           |  |
| Barontini 86’ | Marcatori |  |

| Arbitro: | Lo Bello (Siracusa) |

|                         |           |  |
| Taccola 70’ Gallina 80’ | Marcatori |  |

| Arbitro: | Gonella (Torino) |

|           |           |  |
| Bigon 68’ | Marcatori |  |

| Arbitro: | Nencioni (Roma) |

|               |           |         |
| Locatelli 36’ | Marcatori | 33’ Bon |

| Reggio Emilia 8 gennaio 1967 17ª giornata | Reggiana          | 0 – 0 | Genoa | Stadio Mirabello\| Arbitro: \| Orlando (Bergamo) \| |
| Arbitro:                                  | Orlando (Bergamo) |       |       |                                                     |

| Genova 15 gennaio 1967 18ª giornata | Genoa                        | 0 – 0 | Catania | Stadio Luigi Ferraris\| Arbitro: \| De Robbio (Torre Annunziata) \| |
| Arbitro:                            | De Robbio (Torre Annunziata) |       |         |                                                                     |

| Arbitro: | D'Agostini (Roma) |

|  |           |                |
|  | Marcatori | 75’ G. Calloni |

#### Girone di ritorno
| Arbitro: | Gussoni (Tradate) |

|                           |           |            |
| Ferrari 24’ Benvenuto 70’ | Marcatori | 9’ Petrini |

| Arbitro: | Canova (Bologna) |

|            |           |  |
| Caocci 67’ | Marcatori |  |

| Arbitro: | Genel (Trieste) |

|               |           |  |
| Cavicchia 63’ | Marcatori |  |

| Arbitro: | Acernese (Roma) |

|             |           |  |
| Gallina 79’ | Marcatori |  |

| Arbitro: | Angonese (Mestre) |

|                      |           |  |
| Gonella 5’ Villa 80’ | Marcatori |  |

| Arbitro: | De Marchi (Pordenone) |

|            |           |  |
| Rivara 13’ | Marcatori |  |

| Reggio Calabria 19 marzo 1967 26ª giornata | Reggina       | 0 – 0 | Genoa | Stadio Comunale\| Arbitro: \| Motta (Monza) \| |
| Arbitro:                                   | Motta (Monza) |       |       |                                                |

| Arbitro: | Possagno (Treviso) |

|                           |           |  |
| Locatelli 22’ Taccola 69’ | Marcatori |  |

| Arbitro: | Torelli (Milano) |

|               |           |  |
| Locatelli 90’ | Marcatori |  |

| Arbitro: | Orlando (Bergamo) |

|          |           |  |
| Nuti 18’ | Marcatori |  |

| Genova 23 aprile 1967 30ª giornata | Genoa            | 0 – 0 | Savona | Stadio Luigi Ferraris\| Arbitro: \| Di Tonno (Lecce) \| |
| Arbitro:                           | Di Tonno (Lecce) |       |        |                                                         |

| Arbitro: | Motta (Monza) |

|                   |           |                                      |
| Ragonesi 13’, 60’ | Marcatori | 75’, 85’ (rig.) Locatelli 80’ Rivara |

| Arbitro: | Carminati (Milano) |

|                                      |           |  |
| Brambilla 40’ Petrini 70’ Rivara 84’ | Marcatori |  |

| Arbitro: | Possagno (Treviso) |

|                  |           |            |
| Renna 89’ (rig.) | Marcatori | 65’ Rivara |

| Genova 21 maggio 1967 34ª giornata | Genoa                   | 0 – 0 | Padova | Stadio Luigi Ferraris\| Arbitro: \| Camozzi (Ascoli Piceno) \| |
| Arbitro:                           | Camozzi (Ascoli Piceno) |       |        |                                                                |

| Arbitro: | Piantoni (Terni) |

|                                    |           |            |
| Nardoni 16’, 88’ S. Bercellino 60’ | Marcatori | 84’ Rivara |

| Arbitro: | Trilli (Matera) |

|                                                                                                   |           |              |
| Lodi 9’, 62’ Vanara 20’ Brambilla 29’, 46’ Locatelli 44’ (rig.) Colombo 71’ (rig.) Cappellaro 78’ | Marcatori | 52’ Strucchi |

| Arbitro: | Giunti (Arezzo) |

|                          |           |               |
| Contestabile 7’ Fara 39’ | Marcatori | 50’ Locatelli |

| Arbitro: | Varazzani (Parma) |

|                                          |           |          |
| G. Calloni 21’ Fumagalli 53’ Bramati 64’ | Marcatori | 83’ Lodi |

### Coppa Italia
| Arbitro: | Angonese (Mestre) |

|              |           |  |
| Tentorio 80’ | Marcatori |  |

## Statistiche

### Statistiche di squadra
| Competizione | Punti | In casa | In casa | In casa | In casa | In casa | In casa | In trasferta | In trasferta | In trasferta | In trasferta | In trasferta | In trasferta | Totale | Totale | Totale | Totale | Totale | Totale | DR |
| Competizione | Punti | G       | V       | N       | P       | Gf      | Gs      | G            | V            | N            | P            | Gf           | Gs           | G      | V      | N      | P      | Gf     | Gs     | DR |
| ------------ | ----- | ------- | ------- | ------- | ------- | ------- | ------- | ------------ | ------------ | ------------ | ------------ | ------------ | ------------ | ------ | ------ | ------ | ------ | ------ | ------ | -- |
| Serie B      | 36    | 19      | 11      | 7       | 1       | 30      | 8       | 19           | 1            | 5            | 13           | 9            | 25           | 38     | 12     | 12     | 14     | 39     | 33     | +6 |
| Coppa Italia |       | -       | -       | -       | -       | -       | -       | 1            | 0            | 0            | 1            | 0            | 1            | 1      | 0      | 0      | 1      | 0      | 1      | -1 |
| Totale       |       | 19      | 11      | 7       | 1       | 30      | 8       | 20           | 1            | 5            | 14           | 9            | 26           | 39     | 12     | 12     | 15     | 39     | 34     | +5 |

### Statistiche dei giocatori
| Giocatore      | Serie B  | Serie B | Coppa Italia | Coppa Italia | Totale   | Totale |
| Giocatore      | Presenze | Reti    | Presenze     | Reti         | Presenze | Reti   |
| -------------- | -------- | ------- | ------------ | ------------ | -------- | ------ |
| G. Bassi       | 35       | 0       | 1            | 0            | 36       | 0      |
| E. Brambilla   | 29       | 4       | -            | -            | 29       | 4      |
| C. Campora     | 21       | 0       | -            | -            | 21       | 0      |
| R. Caocci      | 26       | 1       | -            | -            | 26       | 1      |
| R. Cappellaro  | 6        | 1       | 1            | 0            | 7        | 1      |
| A. Colombo     | 22       | 1       | -            | -            | 22       | 1      |
| A. Corucci     | 6        | 0       | -            | -            | 6        | 0      |
| R. Derlin      | 18       | 0       | 1            | 0            | 19       | 0      |
| F. Gallina     | 25       | 3       | -            | -            | 25       | 3      |
| L. Grosso      | 24       | -17     | 1            | -1           | 25       | -18    |
| M. Locatelli   | 29       | 9       | -            | -            | 29       | 9      |
| G. Lodi        | 21       | 6       | 1            | 0            | 22       | 6      |
| F. Massucco    | 1        | 0       | -            | -            | 1        | 0      |
| A. Nocentini   | 7        | 0       | 1            | 0            | 8        | 0      |
| A. Panara      | 2        | 0       | 1            | 0            | 3        | 0      |
| C. Petrini     | 28       | 3       | 1            | 0            | 29       | 3      |
| B. Petroni     | 12       | 0       | -            | -            | 12       | 0      |
| F. Rivara      | 36       | 5       | 1            | 0            | 37       | 5      |
| U. Rosin       | 12       | -13     | -            | -            | 12       | -13    |
| G. Taccola     | 32       | 4       | 1            | 0            | 33       | 4      |
| E. Tarabocchia | 3        | -3      | -            | -            | 3        | -3     |
| E. Vanara      | 24       | 1       | 1            | 0            | 25       | 1      |